# 通化金马
通化金马药业集团股份有限公司（英语：Tonghua Golden-horse Group，简称通化金马药业集团、通化金马，深交所：000766）是中华人民共和国的一家制药企业，于1990年成立，总部设在吉林省通化市。该公司以药品生产、销售、研发为其主要业务，为中国主要的制药企业之一。

## 历史
通化金马的前身为1990年成立的通化市生物化学制药厂。1993年，通化市生物化学制药厂正进行上市之前股改，通化三利化工公司出资1000万元人民币入股。同年2月，经吉林省经济体制改革委员会颁布的吉改批[1993]第12号文批准，由通化市生物化学制药厂、通化市特产集团总公司、通化市制药厂，共同发起以定向募集的方式，组建“通化金马药业股份有限公司”。1997年4月，通化金马股票在深圳证券交易所上市，2000年，通化三利化工公司通过一系列的收购后，成为第一大股东。而当时为通化三利化工公司的联合创始人及其董事长闫永明也进入公司董事会，后被推举为董事长。
2000年4月，通化金马以3.18亿元人民币的价格，收购芜湖张恒春制药厂资产及当时号称中国伟哥的“奇圣胶囊”的技术产权，创下了当时中国单项科技成果转让最高记录。但在2001年，通化金马业绩直线下降，亏损额达到5.84亿元，同年10月，闫永明辞去通化金马董事长一职，后携巨款逃至澳大利亚、新西兰等国。直至2004年，通化金马开始组建企业技术中心。

## 主要产品
- 清热通淋胶囊
- 壮骨伸筋胶囊
- 芩石利咽口服液
- 脑心舒口服液

## 争议事件
2012年4月25日，通化金马曾发公告称，因公司原胶囊供应商生产紧张，2010年5月11日起，公司临时从浙江新昌县卓康胶囊有限公司购进100万粒胶囊，全部用于四个批次清热通淋胶囊和断血流胶囊生产，且胶囊被检测出铬超标。而事实上，通化金马此次被查出铬超标的两批次问题胶囊来源于另一家被中国中央电视台曝光的一家叫“浙江省新昌县华星胶丸厂”的胶囊厂。当时，在央视首批曝光的13个铬超标胶囊药品名单中，包括了通化金马生产的清热通淋胶囊。同年5月，通化金马又被曝出有清热通淋胶囊、天麻胶囊等2个批号的产品被检测出铬超标，且全部流入市场。受此事件影响，2012年通化金马前三季度业绩狂降225%。